# Rhopalomyia lignitubus
Rhopalomyia lignitubus är en tvåvingeart som beskrevs av Gagne 1983. Rhopalomyia lignitubus ingår i släktet Rhopalomyia och familjen gallmyggor.
Artens utbredningsområde är Idaho. Inga underarter finns listade i Catalogue of Life.